# لئوریس پوپو
لئوریس پوپو (انگلیسی: Leuris Pupo؛ زادهٔ ۹ آوریل ۱۹۷۷) تیرانداز اهل کوبا بود.
وی در مسابقات کشوری و بین‌المللی در مجموع برندهٔ ۱ مدال طلا، ۱ مدال نقره شده‌است.